# Аб Волдерс
Аб Волдерс (нід. Ab Wolders, нар. 10 червня 1951) — колишній професійний стронґмен і паверліфтер з Нідерландів. Найсильніша людина Європи (1987 рік).
Два рази змагався за звання найсильнішої людини світу. Перший раз з Джоном Паллом Сігмарссоном в 1984 році і Джеймі Рівзом в 1989. Посів 3-тє місце в гонитві за титул найсильнішої людини світу в 1986 і 4-те в 1988-му. Став найсильнішою людиною Європи в 1987-му.
Виграв чемпіонат IPF в категорії до 124 кілограм.
На час змагань його вага становила 125 кг а зріст — 183 см.

## Виступи
- 1-ше місце IPF World Powerlifting Championships в категорії 125kg (1984 рік)
- 1-ше місце EPF European Powerlifting Championships в категорії 125kg (1984 рік)
- 1-ше місце Strongest man of the Netherlands (1984)
- 2-ге місце 1984 World's Strongest Man
- 1-ше місце Strongest man of the Netherlands (1985)
- 3-тє місце 1986 World's Strongest Man
- 1-ше місце Europe's Strongest Man (1987)
- 4-те місце 1988 World's Strongest Man
- 2-ге місце 1989 World's Strongest Man